# Vương triều thứ Sáu của Ai Cập
Vương triều thứ Sáu của Ai Cập cổ đại là một vương triều thuộc giai đoạn Cổ Vương quốc trong lịch sử Ai Cập.

## Pharaon
| Tên pharaon                      | Tên Ngai           | Thời gian cai trị (TCN) | Kim tự tháp                 | Hoàng hậu                                                                                     |
| -------------------------------- | ------------------ | ----------------------- | --------------------------- | --------------------------------------------------------------------------------------------- |
| Teti                             | Seheteptawy        | 2345 – 2323 TCN         | Kim tự tháp của Teti        | - Khent (kaus III) - Iput I - Khuit                                                           |
| Userkare                         |                    | 2323 – 2321 TCN         |                             |                                                                                               |
| Pepi I                           | Nefersahor/Merenre | 2331 – 2287 TCN         | Kim tự tháp cổ đại phía Nam | - Ankhesenpepi In - Ankhesenpepi II - Nebwenet - Meritites IV - Inenek-In - Mehaa - Nedjeftet |
| Nemtyemsaf I                     | Merenre            | 2287 – 2278 TCN         |                             | Ankhesenpepi II                                                                               |
| Pepi II                          | Neferkare          | 2278 – 2184 TCN         | Kim tự tháp cổ đại phía Nam | - Neith - Iput II - Ankhesenpepi III - Ankhesenpepi IV - Udjebten                             |
| Nemtyemsaf II                    | Merenre            | 2184 TCN                |                             |                                                                                               |
| Nitiqret? hoặc Neitiqerty Siptah | ?                  | 2184 – 2181 TCN         |                             |                                                                                               |